# Preis der Stadt Wien für Volksbildung
Der Preis der Stadt Wien für Volksbildung ist der seit 1947 jährlich verliehene Volksbildungspreis der Stadt Wien. Der Preis ist mit 10.000 Euro dotiert (Stand 2020).

## Preisträger
- 1947: Otto Koenig
- 1948: Josef Luitpold Stern
- 1949: Wilhelm Marinelli
- 1950: Franz Strunz
- 1951: Josef Lehrl
- 1952: Anton Macku
- 1953: Edwin Zellweker
- 1954: Richard Plattensteiner
- 1955: Fred Hennings
- 1956: Felix Morsche
- 1957: Gerda Matejka-Felden
- 1958: Franz Senghofer
- 1959: Leopold Langhammer
- 1960: Leopold Zechner
- 1961: Rudolf Neuhaus
- 1962: Andreas Reischek
- 1963: Karl Ziak
- 1964: Hugo Glaser
- 1965: Hilde Hanak
- 1966: Alois Jalkotzy
- 1967: Hans Pemmer
- 1968: Karl Gerstmayer
- 1969: Wolfgang Speiser
- 1970: Ferdinand Hübner
- 1971: Ernst Glaser
- 1972: Otto Mauer
- 1973: Karl Mark
- 1974: Hans Fellinger
- 1975: Rudolf Müller
- 1976: Markus Bittner
- 1977: Viktor Matejka
- 1978: Norbert Janitschek
- 1979: Josef Eksl
- 1980: Ludwig Sackmauer
- 1981: Ferdinand Starmühlner
- 1982: Kurt Schubert
- 1983: Marcel Prawy
- 1984: Leopold Wiesinger
- 1985: Hugo Pepper
- 1986: Karl Foltinek
- 1987: Herbert Steiner
- 1988: Franz Danimann
- 1989: Hans Altenhuber
- 1990: Kurt Schmid
- 1991: Gerhardt Kapner
- 1992: Karl Hochwarter
- 1993: Gertrude Fröhlich-Sandner
- 1994: Dieter Schrage
- 1995: Wolfgang Neugebauer
- 1996: Manfred Jochum
- 1997: Manfred Scheuch
- 1998: Nadine Hauer
- 1999: Walter Göhring
- 2000: Erika Weinzierl
- 2001: Paul Blaha
- 2002: Felix Czeike
- 2003: Anton Szanya
- 2004: Hannelore Sexl
- 2005: Wilhelm Filla
- 2006: Emmerich Tálos
- 2007: Konstantin Kaiser
- 2008: Robert Streibel
- 2009: Karl Heinz Gruber
- 2010: Viktor Billek
- 2011: Rudolf Taschner
- 2012: Martin Puntigam, Werner Gruber, Heinz Oberhummer
- 2013: Maria Teschler-Nicola
- 2014: Roland Girtler
- 2015: Lisa Fischer
- 2016: Helmut Pechlaner
- 2017: Ilse Korotin
- 2018: Robert Sommer
- 2019: Petra Unger
- 2020: Ernst Schmiederer
- 2021: Monika Sommer-Sieghart
- 2022: Uschi Schreiber
- 2023: Johann Dvořák
- 2024: Elisabeth Brugger[2]
- 2025: Ulli Fuchs, Förderungspreis: Sophie Gerber[3]